# Jambu (Burneh)
Jambu is een bestuurslaag in het regentschap Bangkalan van de provincie Oost-Java, Indonesië. Jambu telt 2814 inwoners (volkstelling 2010).